# Quaker State 400
Das Quaker State 400 ist ein Rennen im NASCAR Sprint Cup, das jährlich auf dem Atlanta Motor Speedway in Hampton im US-Bundesstaat Georgia, rund 32 km südlich von Atlanta, ausgetragen wird. Erstmals wurde das Rennen im Jahre 1960 ausgetragen, damals noch auf dem alten Speedway in Atlanta.

## Sieger
- 1960:  Bobby Johns
- 1961:  Bob Burdick
- 1962:  Fred Lorenzen
- 1963:  Fred Lorenzen
- 1964:  Fred Lorenzen
- 1965:  Marvin Panch
- 1966:  Jim Hurtubise
- 1967:  Cale Yarborough
- 1968:  Cale Yarborough
- 1969:  Cale Yarborough
- 1970:  Bobby Allison
- 1971:  A.J. Foyt
- 1972:  Bobby Allison
- 1973:  David Pearson
- 1974:  Cale Yarborough
- 1975:  Richard Petty
- 1976:  David Pearson
- 1977:  Richard Petty
- 1978:  Bobby Allison
- 1979:  Buddy Baker
- 1980:  Dale Earnhardt
- 1981:  Cale Yarborough
- 1982:  Darrell Waltrip
- 1983:  Cale Yarborough
- 1984:  Benny Parsons
- 1985:  Bill Elliott
- 1986:  Morgan Shepherd
- 1987:  Ricky Rudd
- 1988:  Dale Earnhardt
- 1989:  Darrell Waltrip
- 1990:  Dale Earnhardt
- 1991:  Ken Schrader
- 1992:  Bill Elliott
- 1993:  Morgan Shepherd
- 1994:  Ernie Irvan
- 1995:  Jeff Gordon
- 1996:  Dale Earnhardt
- 1997:  Dale Jarrett
- 1998:  Bobby Labonte
- 1999:  Jeff Gordon
- 2000:  Dale Earnhardt
- 2001:  Kevin Harvick
- 2002:  Tony Stewart
- 2003:  Bobby Labonte
- 2004:  Dale Earnhardt junior
- 2005:  Carl Edwards
- 2006:  Kasey Kahne
- 2007:  Jimmie Johnson
- 2008:  Kyle Busch
- 2009:  Kurt Busch
- 2010:  Kurt Busch